# 森小路出入口
森小路出入口（もりしょうじでいりぐち）は、大阪府大阪市旭区・城東区の阪神高速道路12号守口線（森小路線）の出入口。

## 概要
1号環状線方面のみの出入口があるハーフICである。12号守口線の一つ手前の城北出口を通過した直後に本線と分岐し、1km以上の長いランプで国道163号と接続している。この本線と分岐して当出入口に至る区間は、法令上は森小路線（正確には「大阪市道高速道路森小路線」）という守口線とは独立した路線である。
出口ランプは国道163号と信号交差点で直接接続しているが、入口ランプは交差点で一度折れて大阪府警交通機動隊の施設に沿った細街路から入る形となっている。この構造によって、国道479号大阪内環状線など東側から利用する場合は左折のみで進入できるようになっている。供用以前の当初の計画では入口ランプも出口と同じ地点で国道163号と直接接続する形であったが、1966年に計画が変更された。
入口ランプを入ると料金所のあとすぐに、森小路ミニPAがある。出口ランプにはPAも料金所も設置されていない（ETCフリーフローアンテナは存在）。
本線部分は将来の延伸を考慮した構造となっており、実際、当出入口が供用された1968年の時点では新規路線構想が存在したようだが、わずか2年後の1970年に阪神高速道路網の将来計画が見直された結果、この構造を活用できるような路線構想は消滅した。

## 道路
- 阪神高速12号守口線(12-07)

## 接続する道路
- 国道163号

（近隣に、国道479号・国道1号）

## 周辺
- 第二京阪道路　第二京阪門真インターチェンジ

第二京阪道路と阪神高速を連続走行する場合、近畿自動車道を経由して東大阪線を利用するのが一般的であり、乗継割引も設定されているが、東大阪線が渋滞・通行止等の場合は第二京阪門真～森小路間で一般道を経由することで所要時間が短縮できる場合がある。
- 花博記念公園鶴見緑地
- イオンモール鶴見緑地
- 京阪電気鉄道京阪本線　関目駅・森小路駅
- 地下鉄今里筋線　新森古市駅・関目成育駅
- 地下鉄谷町線　関目高殿駅

## 歴史
- 1968年（昭和43年）5月1日 : 森小路線 城北 - 森小路間の開通に伴って供用開始。[5]

## 隣
阪神高速森小路線
城北JCT - 森小路ミニPA - (12-07)森小路出入口